# Opava-Komárov
Opava-Komárov – stacja kolejowa w Opawie (w dzielnicy Komárov), w kraju morawsko-śląskim, w Czechach. Znajduje się na wysokości 245 m n.p.m. i leży na linii kolejowej nr 321. Powstała w 1855 (wtedy jeszcze jako przystanek), wraz z otwarciem linii kolejowej. Po II wojnie światowej utworzono tu także posterunek odstępowy. W 1992 uzyskała status stacji kolejowej. Stacja sterowana jest zdalnie, ze stacji Ostrava-Svinov.